# محمد التعبوني
محمد التعبوني (مواليد 29 مارس 2002) هو لاعب كرة قدم هولندي من أصل مغربي يلعب في مركز الوسط في نادي قطر معار من النادي العربي القطري.

## روابط خارجية
- محمد تابوني على موقع قاعدة بيانات كرة القدم.إي يو (الإنجليزية)
- محمد تابوني على موقع Soccerway.com (الإنجليزية)
- محمد تابوني على موقع عالم كرة القدم.نت (الإنجليزية)